# Forte Velho (Santa Rita)
Forte Velho é um distrito do município de Santa Rita, no estado brasileiro  da Paraíba, composto das comunidades de Forte Velho (sede), Ribeira, Capimaçu e Tambauzinho. Em 2006, sua população total era de 1 005 pessoas. Originalmente coberta de florestas de Mata Atlântica, a região sofreu com a derrubada de sua cobertura vegetal em virtude dor séculos de povoamento e uso da terra para a agricultura, principalmente plantações de cana-de-açúcar, frutas e mandioca.
A região é acessível por ônibus — que sai da cidade de Santa Rita, passando por Livramento —, por barco, a partir da Praia do Jacaré, Cabedelo (contornando a Ilha da Restinga e Stuart), ou ainda por veículo. As comunidades distam 40 minutos de Santa Rita, sede do município, e nesse percusso passa-se pelo distrito de Livramento e pelos povoados de Utinga, Aterro e Bebelândia, Ribeira pela PB-011.  Recém inaugurada.

## História

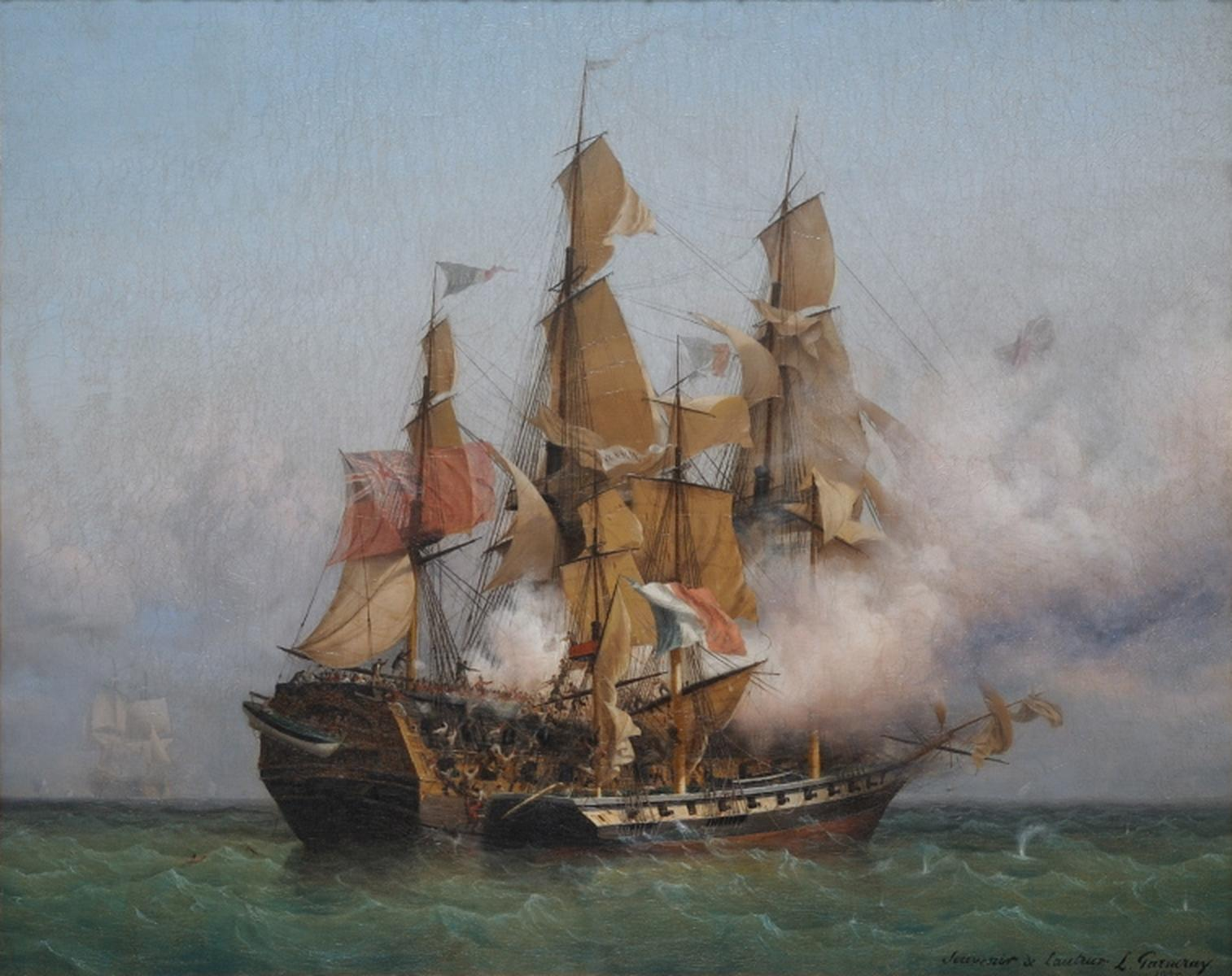
Navio corsário francês, por Ambroise Louis Garneray

Antes da conquista da Paraíba, toda a região estuarina do rio Paraíba e a costa centro–norte paraibana faziam parte do território de caça e coleta dos índios potiguaras. Nessa época a costa paraibana era muito visitada por corsários franceses, que, ao se tornarem aliados dos potiguaras, extraiam o valioso pau-brasil das florestas da região.
A vila do Forte Velho foi fundada pelo general espanhol Diego Flórez de Valdés, em 1584, que ali ergueu o primeiro forte destinado a ajudar na conquista da Paraíba (Forte de São Filipe), a qual só ocorreu um ano depois, em 1585. Valdés detinha poderes autorizados pela Coroa Espanhola, que na época estendeu seus domínios sobre Portugal e suas colônias em virtude da União Ibérica, e em virtude disso ele dotou Forte Velho de uma alcaidaria (prefeitura) e confiou a feitoria — antes de se retirar para a Europa — aos cuidados do capitão de infantaria Francisco de Castrejón, seu patrício.
Há também indícios, como registra o cronista Elias Herckmans, que indicam que a região do forte fora parte de uma feitoria francesa, servindo de entreposto comercial com nos indígenas potiguaras. Na época, os franceses eram presença constante no litoral do Nordeste Oriental.
No Dicionário Corográfico do Estado da Paraíba Coriolano de Medeiros narra:
(...) Disse Elias Herckmans que antes de os portugueses se interessarem pela conquista da Paraíba, ali tiveram os franceses fortificações e feitorias. O certo é que o almirante Valdés construiu no local um forte denominando-o São Filipe e São Tiago. Mais tarde abandonaram o local, levantando-se a Fortaleza de Cabedelo.
Segundo Herckmans, o forte só foi conquistado aos franceses um ano após a fundação da cidade de Filipeia. Continuando a sua descrição textual, Herckmans prossegue afirmando que os franceses tinham muitos aliados nativos, mas mesmo assim acabaram derrotados por uma força combinada hispano–portuguesa. Todos os inimigos foram massacrados durante a conquista do forte, ainda segundo o relato.

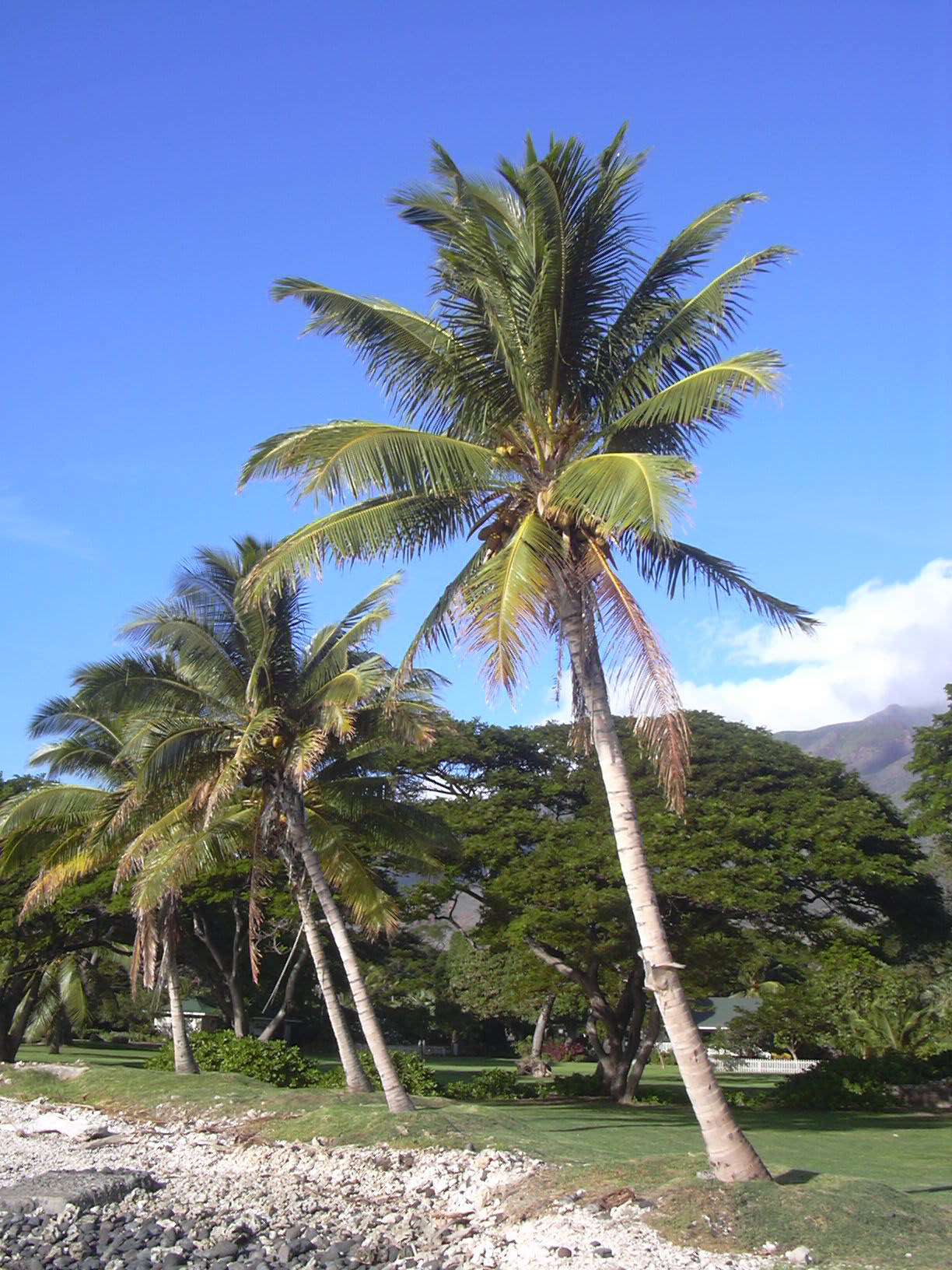
Coqueiral, paisagem típica

## Povoações
Forte Velho está situada na desembocadura do rio Paraíba, às margens do canal que separa a Ilha da Restinga do município de Santa Rita, é uma das mais antigas povoações do estado da Paraíba e sua história se confunde com a própria história do estado. Sua população é de 533 pessoas. A economia forte-velhense gira em torno da pesca, da agricultura e do turismo ocasional feito por embarcações que ligam diariamente o trapiche da cidade de Cabedelo a esse distrito santa-ritense.
Ribeira localiza-se às margens do rio da Ribeira, um dos canais da foz do rio Paraíba, a localidade divide-se em Ribeira de Baixo, do Meio e de Cima, todas habitadas sobretudo por pescadores e agricultores, com uma população total de 472 habitantes. Em Ribeira do Meio há uma escola pública e outras facilidades, como mercearias e telefonia pública.
Capimaçu e Tambauzinho são povoações que têm características e precaridades semelhantes às outras. A população em 2006 era de 34 famílias.